# Бронницы
Бро́нницы — город в Московской области России. Город областного подчинения, образует одноимённый городской округ.
Население — 20 981 чел. (2024).

## География
Расположен на реке Москве и её правом притоке Кожурновке в 52 км к юго-востоку от Москвы и в 13 км от железнодорожной станции Бронницы, на пересечении федеральной автодороги М5 «Урал» и Московского малого кольца. Пристань на реке Москве. Территория города — 2100 га.

## История
Бронницы впервые упоминаются в духовной грамоте Софьи Витовтовны от 1453 года как прикупное село Бронниче на Астраханском тракте. Село было вотчиной московских князей, затем — русских царей. В конце XVII века, при царе Фёдоре Алексеевиче, в Бронницах был основан конный завод.
В 1618 году город разорён казаками гетмана Сагайдачного, бывшими на польской службе.

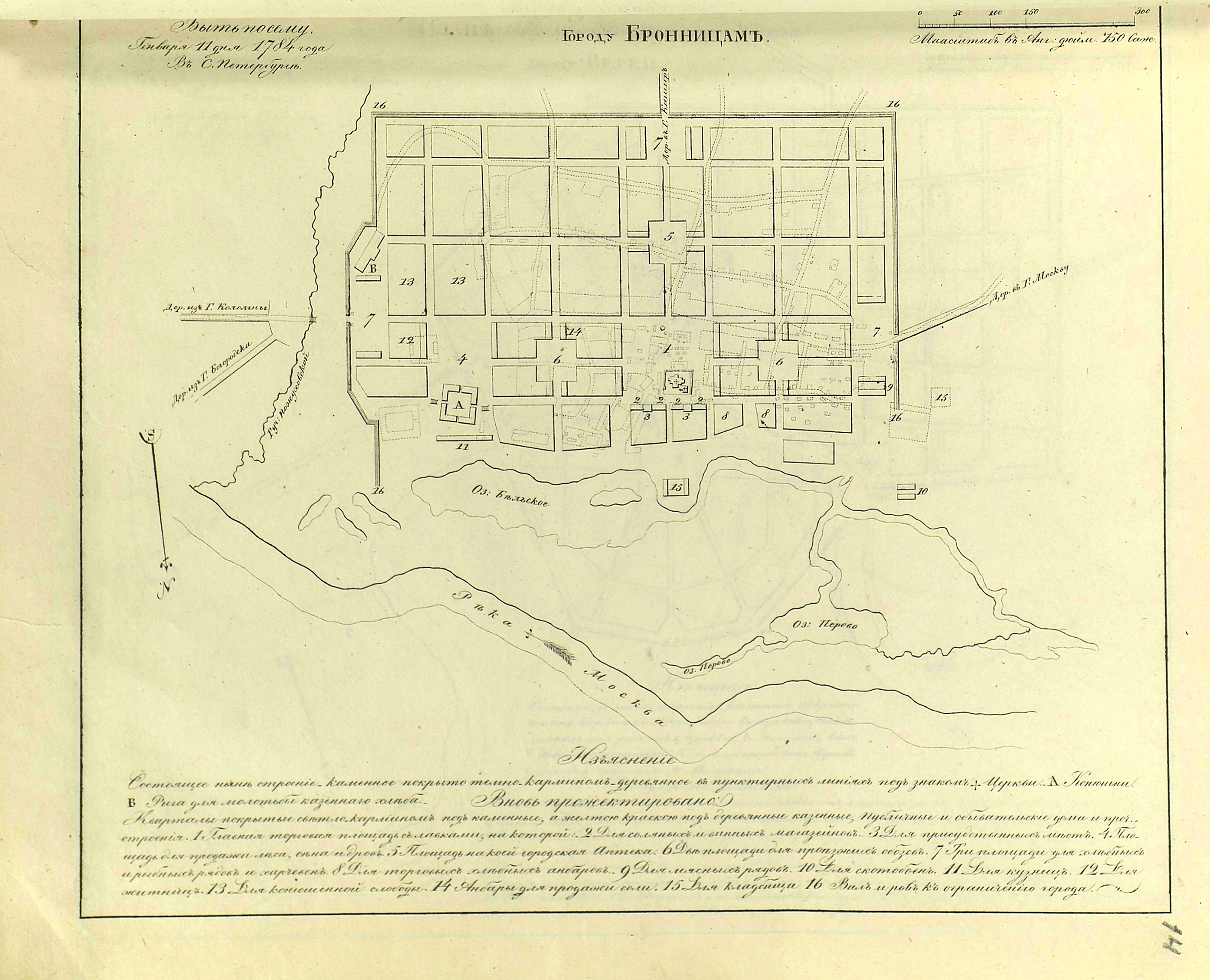
«Прожектированный» план города Бронницы 1784 года из «Полного собрания законов Российской Империи. Книга чертежей и рисунков. Планы городов.»

При Петре I село было передано князю Александру Меншикову. В 1727 году вновь отошло к дворцовому ведомству.

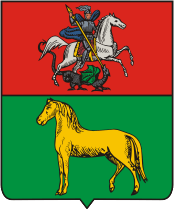
Герб (1883)

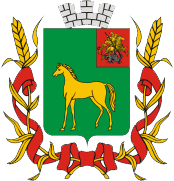
Герб (1991—2005)

Указом Екатерины II от 5 октября 1781 года, в связи с учреждением нового административного деления, Бронницы получили статус уездного города, став центром вновь образованного Бронницкого уезда Московской губернии.
Большой ущерб городу нанесла покинувшая Москву осенью 1812 года французская армия.
16 апреля 1964 года в городе произошли массовые беспорядки — около 300 человек разгромили КПЗ, где от побоев скончался житель города. К уголовной ответственности привлечены 8 человек.
12 июля 1929 года — образование Бронницкого района.
В 1956 году на базе артели «Имени 8-го марта» образование Бронницкой перчаточной фабрики треста Московской трикотажной промышленности. В 1961 году к фабрике присоединена Никулинская артель «Имени 21-й годовщины Октября». В 1975 году фабрика была присоединена к Дмитровской перчаточной фабрике, образовав Дмитровское производственное трикотажно-перчаточное объединение. Головным стало дмитровское предприятие.
3 июня 1959 года Бронницкий район был упразднён. Его территория вошла в состав Раменского района Московской области.
В 1990 году Бронницы включены в перечень исторических городов России.
В 1992 году город Бронницы получил статус города областного подчинения и новую городскую черту, в соответствии с которой площадь города увеличилась с 600 га до 2216 га.

## Местное самоуправление
Глава города — Лысенков Дмитрий Александрович.

## Развитие
В настоящее время принят генеральный план развития города Бронницы. Развитие города планируется в рамках существующих территорий за счёт неиспользуемых в настоящее время площадей. Прогнозируется, что к 2020 году площадь жилого фонда города возрастёт с 449,2 тыс. м² до 750,7 тыс. м². При этом численность населения увеличится до 25 000 человек.
C 2009 года было закрыто движение грузового транспорта по автомобильному мосту через реку Москву в черте Бронниц, в 2011 году начато строительство нового моста в 30 метрах ниже по течению. Рядом с городом в декабре 2011 года закончено строительство двухуровневой транспортной развязки на пересечении трассы М-5 «Урал» с Малым московским кольцом. В октябре 2014 года открыт участок трассы М-5 в обход города.

## Население
| 1856    | 1859    | 1897    | 1913    | 1926    | 1939    | 1959    | 1970    | 1979    |
| ------- | ------- | ------- | ------- | ------- | ------- | ------- | ------- | ------- |
| 4700    | ↘2800   | ↗3900   | ↗4600   | ↘3800   | ↗6127   | ↗10 107 | ↗11 782 | ↗14 194 |
| 1989    | 1992    | 2000    | 2001    | 2002    | 2003    | 2005    | 2006    | 2009    |
| ↗16 057 | ↗16 500 | ↗17 000 | ↗17 100 | ↗18 232 | ↘18 200 | ↗18 400 | →18 400 | ↗18 704 |
| 2010    | 2011    | 2012    | 2013    | 2014    | 2015    | 2016    | 2017    | 2018    |
| ↗21 102 | ↘21 100 | ↗21 485 | ↗21 643 | ↗21 814 | ↗21 925 | ↗22 467 | ↘22 396 | ↗22 567 |
| 2019    | 2020    | 2021    | 2023    | 2024    |         |         |         |         |
| ↗22 643 | ↘22 531 | ↘21 831 | ↘21 294 | ↘20 981 |         |         |         |         |

На 1 января 2025 года по численности населения город находился на 631-м месте из 1124 городов Российской Федерации.
Национальный состав
Согласно Всероссийской переписи населения-2010, национальный состав г. Бронницы следующий:
1. Русские — 19 316;
2. Украинцы — 492;
3. Узбеки — 289;
4. Армяне — 151;
5. Белорусы — 139;
6. Молдаване — 133;
7. Татары — 124;
8. Мордва — 86;
9. Азербайджанцы — 71;
10. Чуваши — 35;
11. другие — 220;
12. не указавшие — 46.

Всего: 21 102 человека
По итогам переписи населения 2020 года проживали следующие национальности (национальности менее 0,1 % и другое, см. в сноске к строке «Другие»):
| Национальность | Численность, чел. | Доля     |
| -------------- | ----------------- | -------- |
| Русские        | 18 701            | 85,66 %  |
| Узбеки         | 545               | 2,50 %   |
| Армяне         | 218               | 1,00 %   |
| Украинцы       | 215               | 0,98 %   |
| Таджики        | 103               | 0,47 %   |
| Татары         | 89                | 0,41 %   |
| Белорусы       | 81                | 0,37 %   |
| Мордва         | 38                | 0,17 %   |
| Азербайджанцы  | 34                | 0,16 %   |
| Киргизы        | 30                | 0,14 %   |
| Молдаване      | 28                | 0,13 %   |
| Чуваши         | 26                | 0,12 %   |
| Другие         | 1723              | 7,89 %   |
| Итого          | 21 831            | 100,00 % |

## Экономика
В Бронницах развита лёгкая промышленность (перчаточная и швейная фабрики), производство ювелирных изделий (ОАО «Бронницкий ювелир»), производство замороженных продуктов питания, завод штамповой оснастки, предприятия дерево- и металлообработки. Завод по производству гофро-упаковки (ООО «Картоника»). Ранее работал кирпичный завод.

## Транспорт

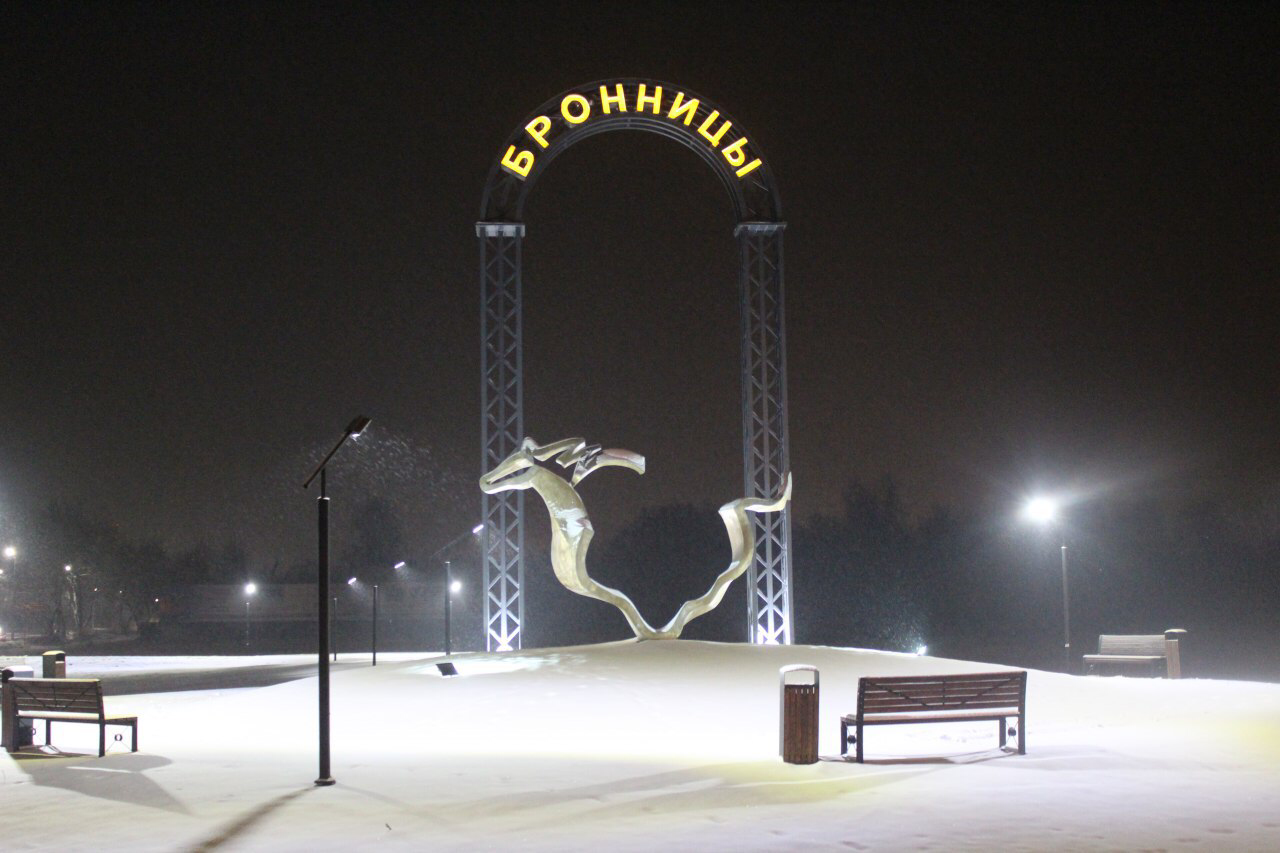
Стела при въезде в город Бронницы

Город является важным транспортным узлом. Имеются автостанция (рейсы внутри- и межрайонные, также — в Москву и Рязань), пристань (р. Москва).

## Военное дело
В Бронницах находится 21-й Научно-исследовательский испытательный институт Министерства обороны РФ, занимающийся разработкой военной автомобильной техники. В 2001 году в Бронницах в рамках 5-го Международного автомобильного салона состоялась презентация автомобилей двойного применения. В 2003 году подобная выставка вместе с соревнованиями по трак-триалу состоялась уже в пятый раз на испытательных трассах 21-го НИИИ.

## Культура
В Бронницах работает целый ряд образовательных учреждений: четыре общеобразовательные школы, из которых одна вечерняя, шесть дошкольных образовательных учреждений, автодорожный колледж, филиалы Московского автодорожного университета, Московского государственного агроинженерного университета, Московского финансово-промышленного университета. Действует детская школа искусств (имеет отделения: фортепиано; народные инструменты — балалайка, баян, аккордеон; вокальное — эстрадное, академическое, хоровое; духовое), культурно-досуговый центр «Бронницы» (на базе которого функционируют народная вокальная эстрадная студия «Ромашка» и «Светлячок», народный коллектив «Веселуха», народный коллектив «Гармония», танцевальная студия), творческая студия «Апрель», молодёжный центр «Алиби» (специализируется на проведении конкурсов «Мисс и Мистер Бронницы», организации и проведении рок-концертов и ежегодного Дня молодёжи). В городе Бронницы (на базе дома детского творчества) в 1999-м году была основана группа «Гран-КуражЪ».
Также в городе функционируют выставочный зал с постоянно обновляющейся экспозицией, краеведческий музей; городская и детская библиотеки. Имеется городское эфирное телевидение (45-дециметровый канал). Издаются газеты: «Бронницкие новости», «На деловой волне», «Бойкое Место».
Учреждения образования и культуры: Школы: детская школа искусств, три общеобразовательные школы, одна вечерняя общеобразовательная школа. Учреждения среднего и высшего образования: автодорожный колледж, филиал Московского автодорожного университета, филиал Московского государственного агроинженерного университета, филиал Московского финансово-промышленного университета. Другое: городская библиотека; детская библиотека, студия «Апрель», центр досуга «Бронницы», коллектив «Веселуха», выставочный зал, центр «Алиби», коллектив «Гармония», краеведческий музей, танцевальная студия.

## Спорт
В Бронницах на озере Бельском расположен спортивный комплекс. Действуют специализированная детско-юношеская школа олимпийского резерва и государственное училище олимпийского резерва, специализации: гребля на байдарках и каноэ, футбол.
С марта 1996 года в городе дважды в год (во вторые выходные марта и в предпоследние выходные ноября) проходит открытое личное первенство города Бронницы по зимнему береговому спиннингу.
Бронницы — спортивный город. Здесь активно развиваются виды спорта: футбол, шахматы, шашки, художественная гимнастика, гребля, автомобильный спорт. Старожилы города помнят, как был построен первый городской стадион, который был восстановлен спустя несколько десятилетий. Были построены трибуны, беговые дорожки и разного рода помещения. 6 января 1994 года вышло постановление по организации детской спортшколы. В 1998 году был открыт спорткомплекс на Бельском озере.
Заслуженные тренеры России: Сергей Верлин; Яков Костюченко; Виктор Питиримов; Владимир Логинов. Лучшие молодые спортсмены: Илья Штокалов; Игорь Бороздин; Николай Липкин; Андрей Шкиотов; Анастасия Сергеева. Специализированная детско-юношеская школа олимпийского резерва — учреждение дополнительного образования для детей. 1997 год принёс школе статус специализированной школы. Два главных отделения: отделение футбола; отделение гребли. 26 спортивно-оздоровительных групп разных направлений, таких, как общая физическая подготовка, волейбол, баскетбол, спортивная гимнастика.
Во время Чемпионата мира по футболу 2018 в Бронницах расположилась сборная Аргентины, тренировавшаяся в местной детско-юношеской школе олимпийского резерва.

## Достопримечательности

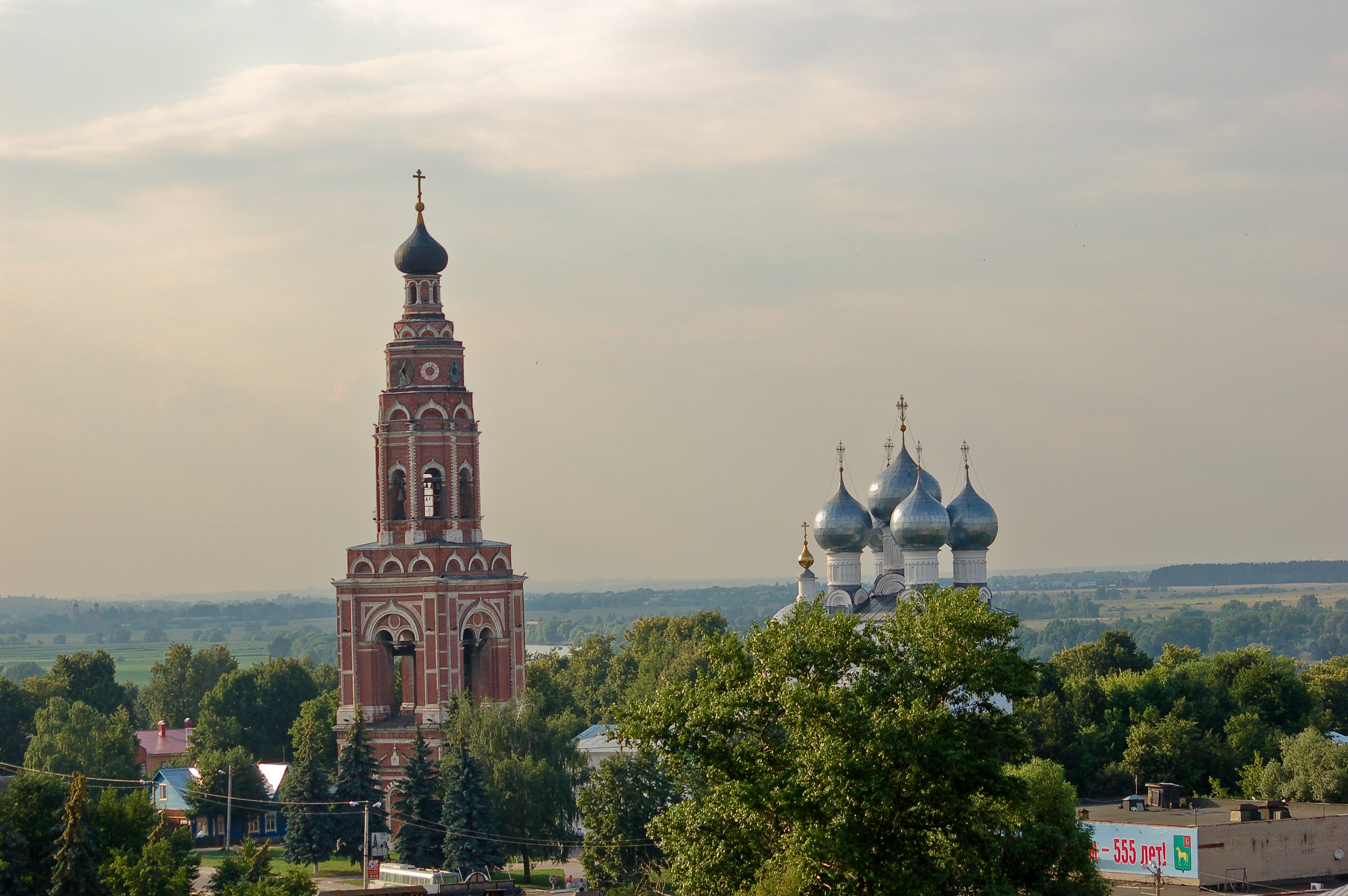
Символ города — собор Архангела Михаила и колокольня

Бюст генерала Маргелова

Архангельский собор (1705) и казармы конного полка (начало XIX века) являются памятниками архитектуры; примечательны также церкви Иоанна Милостивого и Успения Божьей Матери (обе — постройки XIX века).
Центральная часть города сохранила регулярную планировку конца XVIII века.
С весны 2010 года на колокольне вновь действуют часы с боем.

## Люди, жизнь которых связана с Бронницами
В Бронницах некоторое время жил и похоронен Иван Пущин, декабрист и друг поэта Александра Сергеевича Пушкина. В городе также похоронен декабрист Фонвизин, Михаил Александрович.
Крупный вклад в развитие города внесли и прямые потомки Пушкина — старший сын Александр Александрович Пушкин (с 1862 года по 1866 год — мировой посредник в Бронницком уезде) и особенно внук — Александр Александрович-младший. Внук поэта с 1890 был земским начальником, а с 1897 года по 1916 год — председателем бронницкой уездной земской управы. А. А. Пушкин похоронен в Бронницах, ему установлен памятник.
Здесь родились:
- С. П. Волков (1889—1971) — краевед, писатель, педагог,
- А. К. Дорошкевич (1889—1946) — литературовед, критик, педагог, профессор.
- Кудрявцев, Павел Степанович (1904—1975) — Заслуженный деятель науки РСФСР, доктор физико-математических наук, профессор Тамбовского университета.

В Бронницах жил известный советский рок-музыкант Александр Барыкин.